# Bogaczewo (Giżycko)
Pour les articles homonymes, voir Bogaczewo.
Bogaczewo est un village polonais de la voïvodie de Varmie-Mazurie, dans le powiat de Giżycko.